# Ischnothele digitata
Espèce
Synonymes
- Macrothele digitata O. Pickard-Cambridge, 1892
- Ischnothele ecuadorensis Schmidt, 1956

Ischnothele digitata est une espèce d'araignées mygalomorphes de la famille des Ischnothelidae,.

## Distribution
Cette espèce se rencontre au Mexique au Veracruz, en Oaxaca, au Chiapas, au Tabasco, au Yucatán et au Quintana Roo, au Belize, au Guatemala, au Honduras et au Salvador,.

## Description
La carapace du mâle lectotype mesure 5,85 mm de long sur 5,39 mm.

## Systématique et taxinomie
Cette espèce a été décrite sous le protonyme Macrothele digitata par O. Pickard-Cambridge en 1892. Elle est placée dans le genre Ischnothele par F. O. Pickard-Cambridge en 1896.

## Publication originale
- O. Pickard-Cambridge, 1892 : Arachnida. Araneida. Biologia Centrali-Americana, Zoology. London, vol. 1, p. 89-104 (texte intégral).